# 发酵乳制品

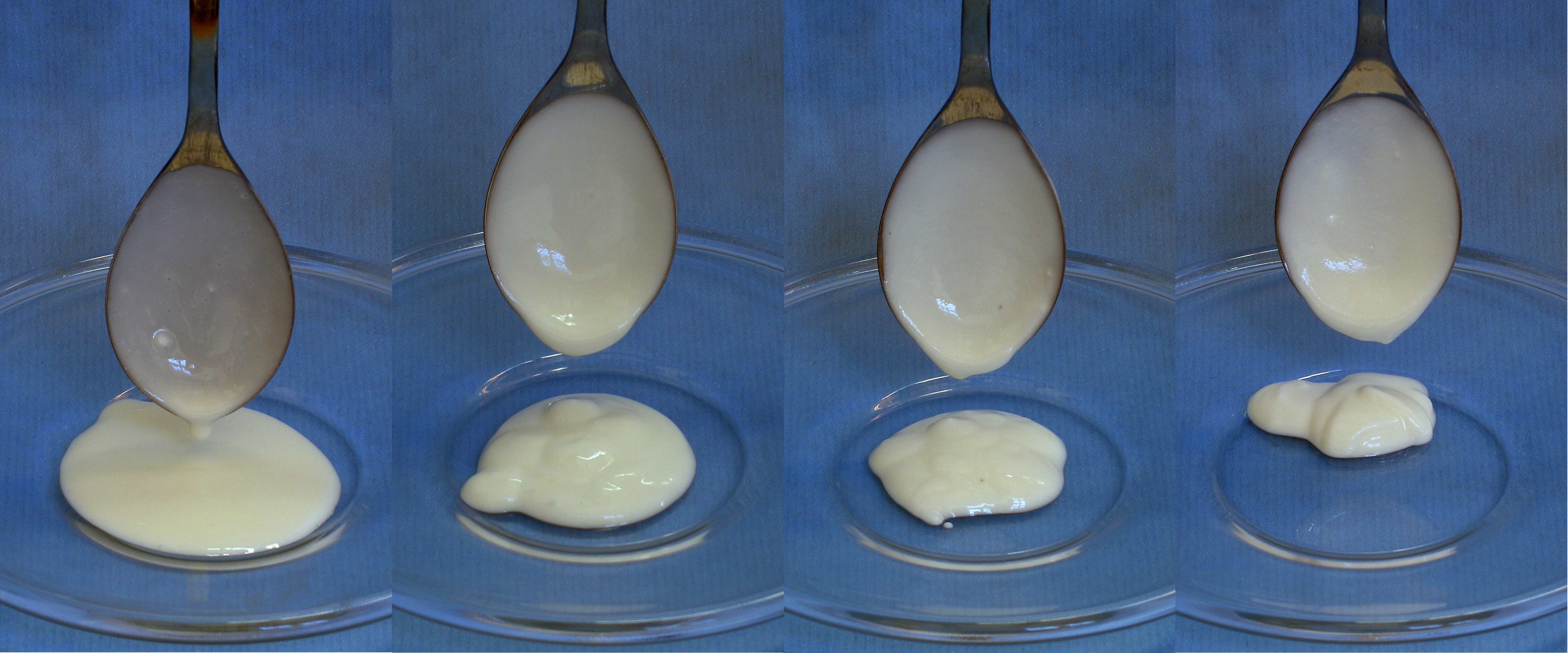
四种发酵乳制品

发酵乳制品是经过发酵的乳制品。通过发酵，牛奶中所含的一些乳糖被微生物分解为乳酸，并产生乙醛、丙酮、丁酮等香气物质。发酵增加了产品的保质期，同时提高了产品的口味并改善了牛奶的消化率。发酵乳产品的历史可以追溯到大约公元前10,000年。最初可能是由牛奶中的原生菌群自然产生。在实验室中已经种植了一系列不同的乳酸杆菌菌株，从而可以生产出许多具有不同风味和特性的牛奶产品。
发酵乳制品可以根据奶源、所用的微生物、发酵时间和温度以及脂肪含量不同划分种类。